# Травнева вулиця (Конотоп)
Вулиця Травнева — вулиця міста Конотоп Сумської області.

## Розташування
Розташована в районі Селище КВРЗ. Пролягає від вулиці Богдана Хмельницького до вулиці Дмитра Карпенка.

## Історія
Відома з початку XX століття. Уперше згадується 18 червня 1929 року.
Перша відома назва — вулиця 1 Травня, на честь Міжнародного дня солідарності трудящих.
Сучасна назва — з 2024 року.

## Пам'ятки архітектури
За адресою вулиця Травнева, 54 розташована пам'ятка архітектури будівля школи № 14 (Конотоп) (1937 рік).